# 西德尼·戈武
西德尼·戈武（Sidney Govou，1979年7月27日—），法國足球運動員，司職前鋒，目前效力美職聯發展超級聯賽球隊邁阿密城。

## 生平
高禾由出道到現在都是效力里昂，至今已上陣了超過200場球會賽事。比賽上高禾名義上是前鋒，但大部份時間都是攻擊中場，或作第二前鋒（輔鋒）。出道至今為里昂連贏七屆法甲聯賽冠軍，乃里昂「七連霸」的功臣之一。高禾在2008年5月24日的法國杯決賽中加時攻入全場唯一一個入球，協助里昂取得當季的雙料冠軍。
高禾早在2002年已入選國家隊出賽，其中包括了2006年世界杯。當屆原本無緣入選，因前鋒球員西塞受傷不能出賽，國家隊才補選高禾進入國家隊，但沒有取得正選，也沒有取得入球。
高禾在2008年歐洲國家盃外圍賽對意大利國家隊一役中連入兩球，助國家隊贏3-1。

## 榮譽
- 法甲聯賽冠軍：
  - 2002年、2003年、2004年、2005年、2006年、2007年、2008年；
- 法國杯冠軍：
  - 2008年；
- 法國聯賽盃冠軍：
  - 2001年；

## 外部連結
- （法文） Les Stages Govou Sports